# Caterpillar D5
O novo Caterpillar D5 é um trator de esteiras de  porte médio montado e vendido no Brasil  pela empresa Caterpillar Inc. O modelo substitui o D6NXL, sucesso de vendas da marca
A máquina vem cabinada de série e conta com ar-condicionado. A nova transmissão totalmente automática ajuda na economia de combustível e aumento da produtividade.